# Pueblo abelam
El pueblo abelam (también conocidos como abulas, ambulas, maprik, wosera mamu, wosera kamu o kwoma) es un grupo étnico de la provincia de Sepik Oriental, al norte de Papúa Nueva Guinea. Entre valles, selvas y montañas, en esta isla convivieron durante milenios más de setecientas colectividades de origen papú- melanesio con diferentes identidades étnicas, de las cuales doscientas de ellas compitieron por los territorios del curso del río Sepik.Entre estos colectivos estaban los ancestros abelam, conocidos como “el pueblo del ñame” por sus especiales cuidados a estos cultivos y sus rituales asociados. Se mantuvieron aislados del contexto colonialista occidental hasta inicios de la segunda década del siglo XX. Tras el paso de la Segunda Guerra Mundial, las comunidades abelam mantuvieron cierto aislamiento hasta finales de la década de 1960 cuando la administración colonial australiana intervino en su territorio para apaciguar las continuas guerras locales. La presión demográfica fue unas de las causas principales de esa conflictividad local, pero en el último término del siglo XX la emigración a las zonas urbanas ha sido la respuesta de los abelam a la falta de espacios. Esto contribuyó a un inexorable proceso de abandono de las costumbres ancestrales. Tras la independencia del país en 1975 la emigración desde las aldeas rurales se mantuvo, asociado además a la integración de los más jóvenes a las estructuras institucionales y de mercado que ofrecía el nuevo Estado. Se estima en 70.000 personas el colectivo del pueblo abelam.

## Idioma

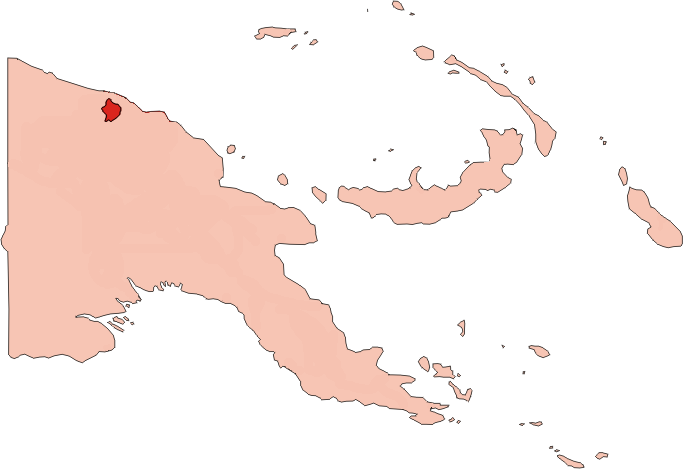
Comunidad abelam en Papúa Nueva Guinea.

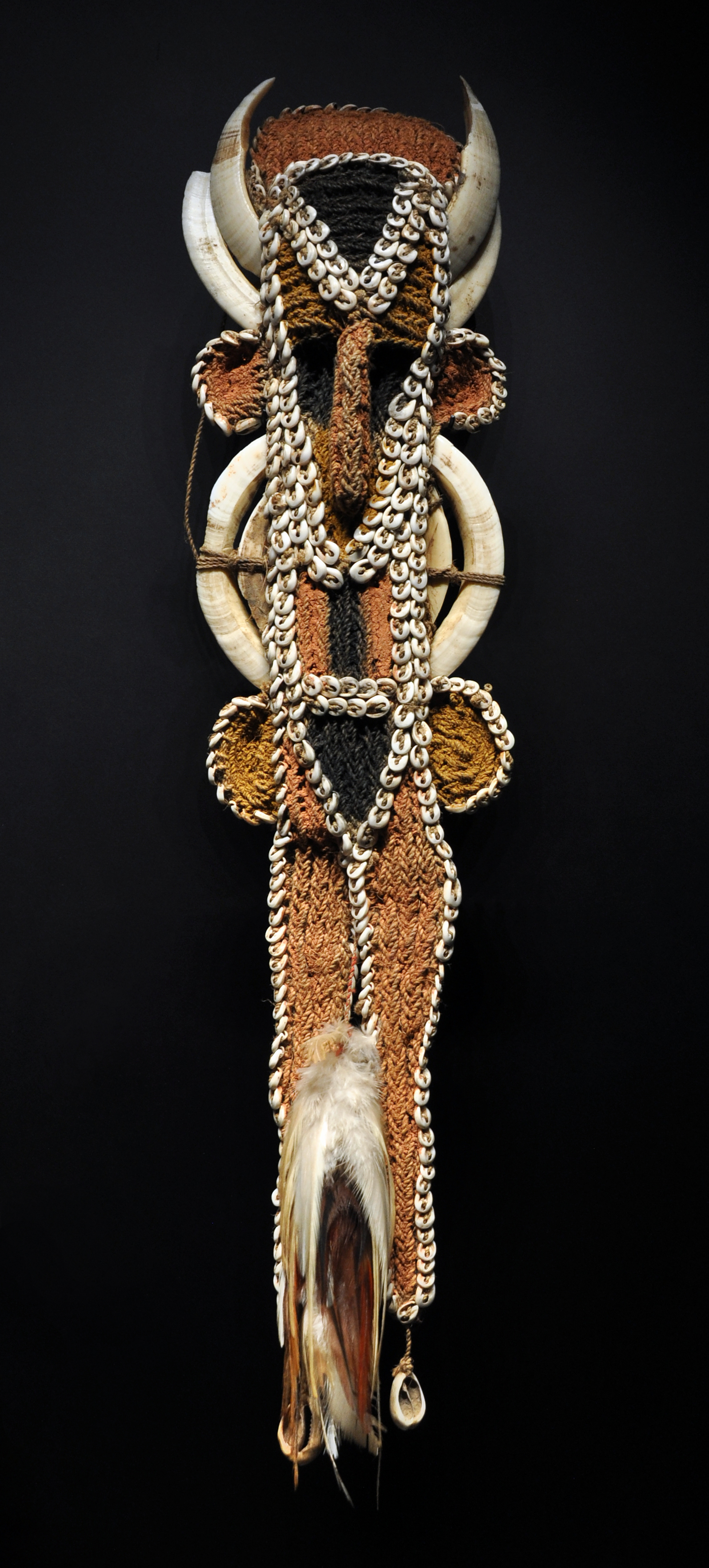
Máscara ritual del pueblo abelam

Dentro de la diversidad idiomática de las lenguas del Sepik, las variantes tradicionales asociados a esta cultura son los idiomas ambulas y se les conoce como abelam, abulas, maprik, wingei, wosera-kamu y wosera-mamu.El inglés y el tok pisin son idiomas oficiales en toda Papúa Nueva Guinea.

## Historia
Se estima que a principios del primer milenio los antepasados abulam abandonaron el entorno pantanoso que rodeaba el río Sepik y se trasladaron hacia el norte, siguiendo los arroyos y ríos que drenan las montañas Torricelli y Príncipe Alejandro. Al principio se extendieron a lo largo del valle inferior del río Screw hacia las llanuras aluviales del río Amogu y finalmente se expandieron hacia las montañas. La ecología local, la intensificación agrícola y otros factores finalmente produjeron diferencias entre el pueblo abulam que habitaba las llanuras del sur  y sus parientes abelam del norte con los que hacían frontera. Sin embargo, en ambos lugares, los suelos, las precipitaciones y las condiciones de drenaje favorecieron el crecimiento de cultivos de raíces como el ñame y el taro, y estos tubérculos llegaron a dominar tanto la dieta como las creencias espirituales del pueblo abelam. La palma de sagú podía cultivarse en relativamente pocas zonas bajas a lo largo de ríos y arroyos y quedó relegada a un elemento secundario como cultivo aunque siguió siendo esencial en la dieta general. Con el tiempo, el ñame se convirtió en su cultivo más importante, y el cultivo de enormes tubérculos de variedades específicas en huertas especiales comenzó a dar forma a una simbología de prestigio personal o comunal relacionada al ñame.

### Expansión
Mientras avanzaban hacia el norte los ancestros abelam expulsaban a los grupos de residentes locales que se encontraban, empujándolos a las zonas montañosas de Arapesh sobre la franja costera. Justo al norte de Wosera, los abelam se adentraron en las montañas, y más al este, los boiken (del mismo grupo lingüístico), cruzaron las montañas hasta llegar a las islas costeras de Tarawai y Walis. Tras este avance quedaron encerrados entre las fronteras territoriales de otras comunidades. Tanto los pueblos agrupados en las montañas Arapesh como los abelam del norte los cortaban en las estribaciones de las Montañas Príncipe Alejandro.

### Cultura de guerra
Hasta entrada la década de 1930 la población abelam se mantuvo recluida y fuera del contacto comercial que desde el siglo XVI mantenían las comunidades costeras con navegantes occidentales. En la década de 1930, los abelam estaban expandiendo su territorio hacia el oeste, hacia las áreas menos pobladas de Kwanga, derrotando y exterminando aldeas en el mismo y constante proceso de expansión motivada por un exceso de carga demográfica. Las tasas de mortalidad por las guerras en los territorios abelam eran muy altas y provocaron  una reducción de la tasa de crecimiento demográfico.
El desarrollo y entrenamiento de jóvenes guerreros era una prioridad para los abelam e implicaba tanto entrenamiento físico como rituales ceremoniales para promover la valentía en los jóvenes guerreros. Varios de los rituales de iniciación, especialmente aquellos en los que participaban jóvenes se centraban en el desarrollo del coraje para enfrentarse a sus enemigos en la guerra.
La omnipresencia de esta "cultura de la guerra” persistió hasta que se estableció sobre estos territorios el control del gobierno australiano después de la Segunda Guerra Mundial. La autoridad interventora intervino en los conflictos locales y a ello se sumó el inicio, a partir de la década de 1950 de la emigración hacia zonas urbanas. Desde la pacificación, gran parte de estos rituales se han abandonado y, en cambio, se ha hecho mayor hincapié en el cultivo del ñame.